# Iva Sidašová
Iva Sidašová také Jana Sidašová (ukrajinsky Іва Сідаш; * 30. června 1995, Lvov, Ukrajina) je ukrajinská pouliční a dokumentární fotografka.

## Životopis
Fotografii se věnuje od roku 2019. V roce 2022 absolvovala Masterclass Visual Storytelling ICP. Dokumentuje celou ruskou invazi na Ukrajinu v roce 2022. Její práce jsou publikovány ve Financial Times, Der Spiegel, Göteborgs-Posten,Fisheye Magazine, Ukraїner, Bird in Flight", Reporters, The Village Ukraine, The Village Ukraine, Untitled, Prostranstvo.media.

## Ocenění
- Finalistka mezinárodní soutěže Fujifilm Moment Street Photo Awards 2021[2]
- Stipendium pro ICP/CAMERA Masterclass konané v Itálii 2022[14]
- Top 3 nejlepší projekty dokončené na ICP/CAMERA Masterclass 2022[2]

## Výstavy

### Skupinové výstavy
- 2023 – Fisheye Gallery – „Alarming Beauty“, Paříž, Francie[15]
- 2023 – Centrum pro fotografy: CFF – „Invasion“, Stockholm, Švédsko[16]
- 2023 – Hémisphères Paris – „Ukrajina“, Paříž, Francie[2]
- 2023 – Taller 131 – „Nostalgia De Una Rutina Interrumpida“, Barcelona, Španělsko[17]
- 2022, 2023 – Zimmer 48 – „Ukrajina. Odolnost", Berlín, Německo[2]
- 2022 – Praxis Gallery „Ukraine: Portraits Of Courage“, Minneapolis, Spojené státy americké[2]
- 2022 – Mezinárodní kongresové centrum „Ukrajinský dům“ – „Flash. Ukrajinská fotografie dnes”, Kyjev, Ukrajina
- 2022 – Lvovské historické muzeum „Chorna rillya izorana“, Lvov, Ukrajina[2]
- 2021 – Lvovské městské umělecké centrum „Pouliční dialogy 2.0“, Lvov, Ukrajina[18]
- 2021 – Festival Odesa Photo Days „Pouliční dialogy“, Oděsa, Ukrajina[2]